# 667294 Missen
667294 Missen este o planetă minoră (asteroid) din centura de asteroizi. A fost descoperită pe 28 martie 2011 la Nogales de Michel Ory⁠(d). 
Obiectul prezintă o orbită caracterizată de o semiaxă mare de 2,209496486522 UAi, o excentricitate de 0,12461121133348, o înclinație de 5,4443862015266 ° în raport cu ecliptica.